# Hogna tantilla
Hogna tantilla là một loài nhện trong họ Lycosidae.
Loài này thuộc chi Hogna. Hogna tantilla được Elizabeth Bangs Bryant miêu tả năm 1948.